# ستيفن بايرز
ستيفن بايرز هو سياسي بريطاني، ولد في 13 أبريل 1953 في ولفرهامبتن في المملكة المتحدة. نشط حزبياً في حزب العمال.

## مناصب
- في الانتخابات العامة في المملكة المتحدة 1992 [الإنجليزية]‏، انتخب عضو البرلمان الحادي والخمسون للمملكة المتحدة  [لغات أخرى]‏ عن دائرة Wallsend (UK Parliament constituency) [الإنجليزية]‏ وقد انضم خلال فترته النيابية ‏ (9 أبريل 1992 – 8 أبريل 1997) للكتلة البرلمانية حزب العمال.
- في الانتخابات العامة في المملكة المتحدة 1997 [الإنجليزية]‏، انتخب عضو البرلمان الثاني والخمسون للمملكة المتحدة  [لغات أخرى]‏ عن دائرة تاينسايد الشمالية وقد انضم خلال فترته النيابية ‏ (1 مايو 1997 – 14 مايو 2001) للكتلة البرلمانية حزب العمال.
- في الانتخابات العامة في المملكة المتحدة 2001، انتخب عضو البرلمان الثالث والخمسون للمملكة المتحدة  [لغات أخرى]‏ عن دائرة تاينسايد الشمالية وقد انضم خلال فترته النيابية ‏ (7 يونيو 2001 – 11 أبريل 2005) للكتلة البرلمانية حزب العمال.
- في الانتخابات العامة في المملكة المتحدة 2005، انتخب عضو البرلمان الرابع والخمسون للمملكة المتحدة  [لغات أخرى]‏ عن دائرة تاينسايد الشمالية وقد انضم خلال فترته النيابية ‏ (5 مايو 2005 – 12 أبريل 2010) للكتلة البرلمانية حزب العمال.
- انتخب عضو المجلس الخاص بالمملكة المتحدة  [لغات أخرى]‏.
- انتخب السكرتير الأول للخزانة [الإنجليزية]‏ (18 يوليو 1998 – 23 ديسمبر 1998).
- انتخب وزير الدولة للأعمال والتجارة [الإنجليزية]‏ (23 ديسمبر 1998 – 8 يونيو 2001).
- انتخب وزير الدولة للنقل [الإنجليزية]‏ (8 يونيو 2001 – 29 مايو 2002).